# 対立教皇ウィクトル4世 (先代)
ウィクトル4世（生没年不詳）は、ローマ教皇であるインノケンティウス2世の対立教皇である（在位：1138年）。

## 生涯
1138年1月に対立教皇であるアナクレトゥス2世が死去すると、その支持者が擁立したのがウィクトル4世であった。しかし即位から2ヵ月後、その地位を剥奪されたという。